# 12. skupina specialnih sil (ZDA)
12. skupina specialnih sil (izvirno angleško 12th Special Forces Group) je bila vojaška specialna enota, ki je del Specialnih sil (oz. Zelenih baretk) Kopenske vojske.

## Zgodovina
Po razpustitvi je veliko osebja prešlo v 20. skupino specialnih sil.